# Gertrud Zachau
Gertrud Zachau, tidigare Bergman, född 6 september 1872 i Vänersborgs församling, Älvsborgs län, död 8 maj 1953 i Kungsholms församling, Stockholms stad, var en svensk gymnastikdirektör och rösträttsaktivist. 
Gertrud Zachau var pionjär i kampen för kvinnors rätt att utöva idrott och var starkt engagerad i rörelsen för kvinnors politiska rösträtt.
Hon var även engagerad i klädnormer och ifrågasatte varför kvinnors klädsel skulle vara så begränsande.
Hon var gymnastikdirektör och förespråkade kvinnors rätt att utöva idrott. Hon engagerade sig i Dräktreformrörelsen. 

Hon var verksam i kampanjen för införandet av kvinnlig rösträtt i Sverige och första ordförande för Föreningen för kvinnans politiska rösträtt i Uddevalla 1905–1912. Gertrud Zachau deltog tillsammans med Gerda Planting-Gyllenbåga och Augusta Tonning deltog hon vid överlämnandet av namnlistor till stöd för kvinnors rösträtt till Oscar II och statsminister Arvid Lindman i Stockholm 1905, vilket var en framgång för Uddevalla. Styrelsen i Uddevalla hade samlat in 105 underskrifter, medan andra städer i Sverige hade samlat in mellan fem och tio.